# FC Kheybar Khorramabad
Der Football Club Kheybar Khorramabad (persisch باشگاه فوتبال خیبر خرم‌آباد), auch bekannt als Kheybar Khorramabad, ist ein iranischer Fußballverein aus Chorramabad in der Provinz Luristan. Aktuell, Stand Oktober 2024, spielt der Verein in der ersten Liga, der Persian Gulf Pro League.

## Erfolge
- Iranischer Zweitligameister: 2023/24  ▲
- Hazfi Cup: 1986/87 (Finalist)

## Stadion
Der Verein trägt seine Heimspiele im Takhti Stadium in Chorramabad aus. Das Stadion hat ein Fassungsvermögen von 8000 Personen.

## Trainer
Stand: Oktober 2024
| Trainer                | Nation    | von                | bis                |
| ---------------------- | --------- | ------------------ | ------------------ |
| Ali Nikbakht           | Iran      | 1. Juli 2015       | 9. September 2016  |
| Davoud Haghdoust       | Iran      | 28. September 2016 | 30. Juni 2017      |
| Mehrdad Khademifard    | Iran      | 1. Juli 2017       | 30. September 2020 |
| Omid Ravankhah         | Iran      | 6. September 2020  | 11. Dezember 2020  |
| Abdollah Veisi         | Iran      | 13. Dezember 2020  | 10. Juli 2021      |
| Mohsen Ashouri         | Iran      | 10. Juli 2021      | 18. November 2021  |
| Abdollah Veisi         | Iran      | 18. November 2021  | 5. März 2022       |
| Faraz Kamalvand        | Iran      | 7. März 2022       | 26. Mai 2023       |
| Ebrahim Ashkesh        | Iran      | 27. Mai 2023       | 4. Juni 2023       |
| Mohammadreza Mohajeri  | Iran      | 9. Juni 2023       | 24. September 2024 |
| Marco Aurelio Da Cunha | Brasilien | 24. September 2024 | 21. Oktober 2024   |
| Saeed Daghighi         | Iran      | 21. Oktober 2024   |                    |